# Faeto
Faeto (faetar Faíte) és un municipi italià de llengua arpitana de la província de Foggia, situat a la vall del Celone a la regió de la Pulla. L'any 2022 tenia 606 habitants. Pateix una despoblació constant, el 1931 encara hi havia 2716 habitants.
L'agricultura és la principal activitat economíca, però les ingressos romanen escassos per la pobre fertilitat de les terres. S'hi conrea blat, gira-sol i blat de moro. És conegut per les patates i els embotits. Té un clima apenínic: fred d'hivern, estius moderats.
Junts amb la veïna Celle di San Vito és un dels municipis de la minoria francoprovençal a la Pulla, resultat d'una colònia creada per Carles I d'Anjou tot i que la llengua es perd. Limita amb els municipis de Biccari, Castelfranco in Miscano, Celle di San Vito, Greci, Orsara di Puglia i Roseto Valfortore.